# Conciertos para piano números 1-4 (Mozart)
Wolfgang Amadeus Mozart inició sus series de conciertos para piano con cuatro que escribió a la edad de once años, en Salzburgo: KV 37 y 39-41. Los autógrafos, todos conservados en la Biblioteca de la Universidad Jagellónica, Cracovia, están fechadas por su padre habiendo sido completada en abril (KV 37) y julio (KV 39-41) de 1767. Aunque durante mucho tiempo fueron consideradas obras originales, en la actualidad sabemos que realmente se trata de orquestaciones de sonatas de varios virtuosos alemanes. Las obras en las que se basan los conciertos fueron publicadas en gran parte en París, y presumiblemente Mozart y su familia se familiarizaron con ellas o con sus compositores durante su visita a París en 1763-1764. 
Mediante el uso de los movimientos de las sonatas de otros compositores, el joven Mozart parecía haber empezado a aprender cómo hacer frente a los problemas estructurales en la composición en la forma del concierto para piano. En efecto, puede ser que Leopold Mozart hubiese planeado usar estas obras como método de aprendizaje, permitiendo que el joven Mozart se enfrentase con los principales problemas de composición a la vez. Si es así, es la primera vez que esto ha sido hecho por algún compositor. Esto está apoyado por dos hechos: Primero, Leopold excluyó sus primeros cuatro conciertos de su lista de 1768 sugiriendo que él no las consideraba realmente composiciones de su hijo. Segundo, los autógrafos de las cuatro obras son el resultado conjunto tanto de Mozart como de Leopold (Aunque interesantemente la K.41 está principalmente escrita por la mano de Leopold).

## N.º 1 (KV 37) enfamayor
El concierto está compuesto para cuerdas, piano (o clavecín) y pares de oboes y trompas. Consta de tres movimientos:
1. Allegro. - en fa mayor.
2. Andante - en do mayor.
3. Allegro.

El primer movimiento se basa en un movimiento de una sonata de Hermann Friedrich Raupach para teclado con acompañamiento de violín, de una serie de seis publicados en París en 1756. 
La procedencia del segundo movimiento es desconocida, aunque Eric Blom, el editor de la 5.ª edición del Grove's Dictionary (1954), sugirió que fuese realmente composición de Mozart. 
El movimiento final se basa en una sonata de Leontzi Honauer de Estrasburgo.

## N.º 2 (KV 39) ensibemol mayor
El concierto está escrito para cuerdas, piano (o clavecín), y pares de oboes y trompas, como el anterior. Los movimientos de que consta son:
1. Allegro spiritoso. - en si bemol mayor
2. Andante staccato.
3. Molto allegro.

El primero y tercer movimientos son de nuevo de Raupach, mientras que le movimiento lento se basa en uno de Johann Schobert, un compositor admirado por Mozart.

## N.º 3 (KV 40) enremayor
El concierto está escrito para cuerdas, piano (o clavecín), y pares de oboes, trompas y trompetas. Los movimientos de que consta son:
1. Allegro maestoso. - en re mayor
2. Andante.
3. Presto.

El primer movimiento se basa una vez más en Honauer, el segundo en uno de Johann Gottfried Eckard (op. 1, n.º 4), el clavecinista más famoso de su época, y el tercero en la pieza de Carl Philipp Emmanuel Bach La Boehmer, publicada en los primeros años de la década de 1760. Las cadenzas de Mozart para el concierto se han salvado.

## N.º 4 (KV 41) ensolmayor
El concierto está escrito para cuerdas, piano (o clavecín), y pares de trompas y flautas. Los movimientos de que consta son:
1. Allegro.
2. Andante. - en sol menor.
3. Molto Allegro.

El primer y tercer movimiento están basados en unos de Honauer, y el segundo de uno de Raupach.

## Valoración
En comparación con los conciertos posteriores de Mozart o los de J. C. Bach, se trata de obras pobres. Los preludios que Mozart añadió a las sonatas no contienen una riqueza de temas, como es típico en sus obras posteriores, ni la exposición ni la sección central ofrecen nuevo material temático. El papel del teclado como solista o bajo continuo no está claramente delineado. No obstante, algunos rasgos de sus estructuras posteriores pueden ser detectados: por ejemplo, el tamaño relativo de las secciones es aproximadamente similar, aunque en un ámbito menor.